# M. Faust-Mohr

M. Faust-Mohr (nume la naștere Mohr Solomon) (n. 30 august 1882, Focșani – d. ?) a fost un impresar de teatru, jurnalist și publicist din România.
A folosit și diverse pseudonime, cum ar fi Fortunio, sub care a  publicat în ziarul Dimineața sau Fortunis în „Rampa”
Împreună cu Victor Anestin, M. Faust-Mohr a publicat Anuarul general al presei române pe anul 1907. În anuar apare câte o scurtă biografie a ziariștilor din București și provincie; un istoric al presei române și mai multe articole și anecdote din viața gazetărească, alături de fotografiile ziariștilor români.
În perioada 1915 – 1926, M. Faust-Mohr a fost director al revistei Rampa care în perioada 1915 – 1918 a apărut sub titlul Rampa nouă ilustrată. Ziar cotidian.
După ce la 19 februarie 1927 tenorul Traian Grozăvescu a fost ucis cu un glonte de revolver de către soția sa, Nelly, într-un acces de gelozie, M. Faust-Mohr a obținut pentru ziarul său concesiunea publicării în românește a memoriilor asasinei lui Traian Grozăvescu.
Presa vremii a reacționat vehement:
Dat fiind, că asasina artistului bănățean a fost achitată de justiția din Viena, gestul Dlui Faust Mohr nu poate fi calificat altfel, decât cea mai odioasă profanare a memoriei marelui dispărut și-adevărată sfidare a opiniei, publice. Bănățenii îndeosebi, cărora Grozavescu ne-a fost mai drag, nu putem ierta pentru niște scuze banale fapta unei demente, dar nici gestul ziarului „românesc" nu ne lasă nesupărați!
Dar dacă d. Faust Mohr voia numai decât să facă tiraj pentru ziarul său, de ce numai decât să recurgă la sensaționalul scabros al memoriilor unei descreerate? Procedeul miroase a codocoșlâc și dacă numai codocoșlâcul i’a mai rămas pentru a face o bună afacere din „Comedia", nu are dsa în jurul dsale ceva mai bun de oferit cititorilor, decât lectura ofensatoare a scuzelor asasinei lui Grozăvescu?

## Scrieri
- Victor Anestin și M.Faust Mohr, Anuarul general al presei române pe anul 1907 (176 pagini), clișeele executate în atelierul Brand, imprimat în atelierele tipografiei „Munca”, Strada Doamnei nr. 9, București, 1906
- M. Faust Mohr, Amintirile unui spectator - Mișcarea teatrală în capitală între 1899 - 1910, (211 pagini), Tipografia de Artă și Editura  Leopold Geller, București, 1937
- Faust Mohr, Minunata carieră a titanului Churchill, (252 pagini), Editura Curierul, 1945